# 1994年ブルガリア国民議会選挙
1994年ブルガリア国民議会選挙は、ブルガリア共和国の立法府である国民議会（ブルガリア語：Народно събрание）を構成する議員を選出するため、1994年12月18日に投票が行われた選挙である。

## 選挙制度
- 定数：240議席
- 選挙制度：比例代表制

1. 全国を31選挙区に分割（州を一選挙区とするが、首都ソフィアは3選挙区に分割、ブルガリア第2の都市であるプロヴディフ州の州都プロヴディフは州とは独立した選挙区を構成する）
2. 全国集計で有効投票総数の4％以上を得る事ができなかった政党及び連合は、議席配分対象から除外される（議席阻止条項）。

## 主要政党
- 民主勢力同盟（ブルガリア語：Съюз на демократичните сили、略称：СДС）

1989年12月に反体制勢力の連合体として結成された。1990年の大国民議会選挙後、国民運動派や中道派、自由派などに分裂した。翌1991年の国民議会選挙では国民運動派のみが議席を獲得し、国民議会における第1党となった。
- ブルガリア社会党（ブルガリア語：Българска социалистическа партия、略称：БСП）

ブルガリア人民共和国時代の支配政党であるブルガリア共産党の後継政党。
- 権利と自由のための運動（ブルガリア語：Движение за права и свободи、略称：ДПС）

ブルガリア国内に居住するトルコ系住民の権利擁護を主張する中道政党。

## 選挙結果
- 投票日：1994年12月18日
- 有権者数：6,997,954名
- 投票率：75.23％

| 政党（連合）                                      | 得票数    | 得票率 | 議席数 | 議席率 |
| ------------------------------------------------- | --------- | ------ | ------ | ------ |
| ブルガリア社会党 БСП                              | 2,262,943 | 43.50  | 125    | 52.08  |
| 民主勢力同盟 СДС                                  | 1,260,374 | 24.33  | 69     | 28.75  |
| 国民同盟 НС（ブルガリア農民同盟 БЗНС、民主党 ДП） | 338,478   | 6.51   | 18     | 7.50   |
| 権利と自由のための運動 ДПС                        | 283,094   | 5.44   | 15     | 6.25   |
| ブルガリアビジネスブロック БББ                    | 245,849   | 4.73   | 13     | 5.42   |
| 共和国のための民主的オルタナティブ                | 197,057   | 3.79   | 0      | 0.00   |
| ブルガリア共産党                                  | 78,806    | 1.51   | 0      | 0.00   |
| 同盟「新たな選択」                                | 77,641    | 1.49   | 0      | 0.00   |
| 愛国同盟                                          | 74,350    | 1.43   | 0      | 0.00   |
| ブルガリア王国連盟                                | 73,205    | 1.41   | 0      | 0.00   |
| 諸党派・無所属                                    | 310,468   | 5.96   | 0      | 0.00   |
| 合計                                              | 5,202,065 | 100    | 240    | 100    |

出所：第7章「ブルガリアの議会と政党」表3「1994年12月18日第37国民議会選挙」、伊東孝之編者『東欧政治ハンドブック　議会と政党を中心に』財団法人日本国際問題研究所　195頁。Bulgaria 1994 Parliamentary Elections。なお有効投票総数の1％未満の得票しか選らなかった政党及び連合については「諸党派・無所属」としてまとめている。